# Jan Winkler (pastor)
Jan Winkler (18. listopadu 1794, Vsetín – 4. ledna 1874, Návsí) byl český evangelický pastor, národní buditel, pedagog, hudebník a spisovatel, aktivista protialkoholního hnutí.

## Život
Narodil se ve Vsetíně v rodině soukeníka Josefa Winklera. Po vydání tolerančního patentu se rodina přihlásila k evangelickému augsburskému vyznání. Jan navštěvoval vsetínskou evangelickou školu a ve studiích dále pokračoval na Slovensku. Od roku 1808 studoval v Trenčíně, po dvou letech pokračoval v Kežmarku. Od roku 1811 pokračoval ve studiích v uherském Sabolči (Szabolcs) a od roku 1813 na katolické akademii v Košicích. V následujícím roce přestoupil na evangelické kolegium do Prešova. V roce 1815 ukončil studia na Slovensku a nastoupil jako učitel na evangelickou školu v Bílsku. Během svého působení v Bílsku udržoval přátelský kontakt s Františkem Palackým. Svá bohoslovecká studia dokončil v roce 1820 a po krátkém pobytu v Praze se vrátil do svého rodiště. Ve Vsetíně mu bylo svěřeno místo kazatele. V roce 1821 se oženil s Annou, dcerou hodslavického kazatele Jana Pilečky. Od roku 1826 až do své smrti působil jako duchovní správce evangelicko-augsburského sboru v Návsí u Jablunkova. Jan Winkler se věnoval rovněž učitelské činnosti na těšínském evangelickém gymnáziu, kde vyučoval zpěv. Byl autorem chorálních čtverozpěvů k Třanovského Cithaře sanctorum.
V roce 1848 se Winkler angažoval v souvislosti s přípravou voleb do zemského sněmu autorstvím spisku „Poznaczenie życzeń siedlaków zgromadzonych w Cieszynie dla wolenia wysłańca do Opawy“. V osvětové činnosti pokračoval i po porážce revoluce a přispíval do časopisů např. „Tygodniku Cieszyńského“, „Gwiazdky Cieszyńské“, do „Moravských novin“ a pražských „Květů“. Ve změněných politických poměrech 60. let se Jan Winkler již výrazněji neuplatnil. Po dlouhé chorobě zemřel v Návsí 4. ledna 1874. Za svou dlouholetou kazatelskou činnost obdržel Zlatý záslužný kříž.
Během svého života udržoval písemný kontakt s Janem Kollárem a s moravskými obrozenci Aliosem Vojtěchem Šemberou a Janem Helceletem.